# Теофил Иванов
 Тази статия е за революционера.  За археолога вижте Теофил Иванов (археолог).  
Теофил Иванов, известен като Тошо войвода и Тошо Банскалията, е български революционер, войвода на Върховния македоно-одрински комитет.

## Биография
Иванов е роден в 1865 година в разложкото село Банско, тогава в Османската империя, днес България. Влиза във ВМОК и в 1897 година е член на районния революционен комитет в Банско. В 1899 година става войвода на чета действаща в Разлога и Валовищко. Заедно с Ангел Харизанов Спанчовалията е помощник в четата на поручик Христо Саракинов. През лятото на 1902 година четата на Саракинов влиза в сражение с вътрешните чети на Илия Кърчовалията, Яне Сандански и Атанас Тешовски в местността Харамийската чешма между селата Петрово и Голешово, в което загиват Теофил Иванов, Ангел Спанчовалията и още трима върховистки четници. Участникът в сражението Георги Баждаров пише:
| „ | И двамата убити бяха юнаци хора... Нищо по-скръбно и по-пакостно от това, синовете на една поробена земя, тези, които са се обрекли в жертва за нейното освобождение, да се делят на лагери! Не споделих радостта на някои от другарите за победата. Тежко ми беше, тъжах за погиналите - те можеха да се пожертват в борба с поробителя на Македония, а не в борба с македонски революционери. | “ |